# Year Walk
Year Walk är ett sagospel som utvecklades och gavs av den svenska speleutviklaren Simogo. Det gavs ut 2013 till iOS-enheter, 2014 till Microsoft Windows och OSA X, och 2015 till Wii U.
Spelet är löst baserat på en uråldrig svensk sed kallad "årsgång" och börjar med att protagonisten Daniel Svensson besöker sin älskarinna, Stina. Hon nämner att hon har friats till och varnar spelaren om att göra årsgång efter det att hennes syskonbarn dog efter att ha deltagit i verksamheten. Daniel beger sej sen hemåt, och förbereder sej för att ändå utföra årsgång.